# Gabriel Błażowski
Gabriel Błażowski herbu Sas – wojski przemyski w 1707 roku.
W 1707 roku był sędzią skarbowym ziemi przemyskiej.